# Kolarstwo na Letnich Igrzyskach Olimpijskich 2000
Kolarstwo na Letnich Igrzyskach Olimpijskich 2000 w Sydney rozgrywane było w dniach 16 - 20 września. W zawodach wzięło udział 462 kolarzy z 55 krajów. W programie zadebiutowały kolejne konkurencje torowe: 500 m na czas kobiet oraz keirin, madison i sprint drużynowy mężczyzn. Największe sukcesy odniosła Holenderka Leontien Zijlaard, która wywalczyła 3 złote i 1 srebrny medal. Reprezentacja Polski ponownie nie zdobyła żadnego medalu. Długość indywidualnego wyścigu szosowego wynosiła 119,7 km dla kobiet i 229,4 km dla mężczyzn.

## Medaliści
| Konkurencja                             | Złoto                                                              | Srebro                                                                                    | Brąz                                                                          |
| Klasyfikacja kobiet                     |                                                                    |                                                                                           |                                                                               |
| kolarstwo szosowe                       |                                                                    |                                                                                           |                                                                               |
| Wyścig indywidualny ze startu wspólnego | Leontien van Moorsel                                               | Hanka Kupfernagel                                                                         | Diana Žiliūtė                                                                 |
| Indywidualna jazda na czas              | Leontien van Moorsel                                               | Mari Holden                                                                               | Jeannie Longo                                                                 |
| kolarstwo torowe                        |                                                                    |                                                                                           |                                                                               |
| Sprint                                  | Félicia Ballanger                                                  | Oksana Griszyna                                                                           | Iryna Janowycz                                                                |
| Wyścig indywidualny na dochodzenie      | Leontien van Moorsel                                               | Marion Clignet                                                                            | Yvonne McGregor                                                               |
| 500 m na czas                           | Félicia Ballanger                                                  | Michelle Ferris                                                                           | Jiang Cuihua                                                                  |
| Wyścig punktowy                         | Antonella Bellutti                                                 | Leontien van Moorsel                                                                      | Olga Slusariewa                                                               |
| kolarstwo górskie                       |                                                                    |                                                                                           |                                                                               |
| Cross-Country                           | Paola Pezzo                                                        | Barbara Blatter                                                                           | Margarita Fullana                                                             |
| Klasyfikacja mężczyzn                   |                                                                    |                                                                                           |                                                                               |
| kolarstwo szosowe                       |                                                                    |                                                                                           |                                                                               |
| Wyścig indywidualny ze startu wspólnego | Jan Ullrich                                                        | Aleksandr Winokurow                                                                       | Andreas Klöden                                                                |
| Indywidualna jazda na czas              | Wiaczesław Jekimow                                                 | Jan Ullrich                                                                               | wakat                                                                         |
| kolarstwo torowe                        |                                                                    |                                                                                           |                                                                               |
| Sprint                                  | Marty Nothstein                                                    | Florian Rousseau                                                                          | Jens Fiedler                                                                  |
| Sprint drużynowy                        | Francja · Laurent Gané · Florian Rousseau · Arnaud Tournant        | Wielka Brytania · Chris Hoy · Craig MacLean · Jason Queally                               | Australia · Sean Eadie · Darryn Hill · Gary Neiwand                           |
| Wyścig indywidualny na dochodzenie      | Robert Bartko                                                      | Jens Lehmann                                                                              | Bradley McGee                                                                 |
| Wyścig drużynowy na dochodzenie         | Niemcy · Guido Fulst · Robert Bartko · Daniel Becke · Jens Lehmann | Ukraina · Ołeksandr Fedenko · Ołeksandr Symonenko · Serhij Matwiejew · Serhij Czerniawski | Wielka Brytania · Bryan Steel · Paul Manning · Bradley Wiggins · Chris Newton |
| 1 km na czas                            | Jason Queally                                                      | Stefan Nimke                                                                              | Shane Kelly                                                                   |
| Wyścig punktowy                         | Joan Llaneras                                                      | Milton Wynants                                                                            | Aleksiej Markow                                                               |
| Keirin                                  | Florian Rousseau                                                   | Gary Neiwand                                                                              | Jens Fiedler                                                                  |
| Madison                                 | Australia · Scott McGrory · Brett Aitken                           | Belgia · Etienne De Wilde · Matthew Gilmore                                               | Włochy · Marco Villa · Silvio Martinello                                      |
| kolarstwo górskie                       |                                                                    |                                                                                           |                                                                               |
| Cross-Country                           | Miguel Martinez                                                    | Filip Meirhaeghe                                                                          | Christoph Sauser                                                              |

### Kolarstwo szosowe

#### Kobiety

##### Wyścig ze startu wspólnego
| Miejsce | Państwo   | Zawodniczka          | Czas      |
| ------- | --------- | -------------------- | --------- |
| 1.      | Holandia  | Leontien van Moorsel | 3:06:31 h |
| 2.      | Niemcy    | Hanka Kupfernagel    | +0:00 min |
| 3.      | Litwa     | Diana Žiliūtė        | +0:00 min |
| 4.      | Australia | Anna Wilson          | +0:00 min |
| 5.      | Rosja     | Swietłana Bubenkowa  | +0:00 min |
| 6.      | Francja   | Magali le Floc'h     | +0:00 min |
| 7.      | Rosja     | Zulfija Zabirowa     | +0:00 min |
| 8.      | Belgia    | Heidi Van De Vijver  | +0:00 min |

##### Jazda na czas
| Miejsce | Państwo           | Zawodniczka          | Czas          |
| ------- | ----------------- | -------------------- | ------------- |
| 1.      | Holandia          | Leontien van Moorsel | 42:00.781 min |
| 2.      | Stany Zjednoczone | Mari Holden          | 42:37.372 min |
| 3.      | Francja           | Jeannie Longo        | 42:52.547 min |
| 4.      | Australia         | Anna Wilson          | 42:58.828 min |
| 5.      | Hiszpania         | Joane Somarriba      | 43:06.620 min |
| 6.      | Kanada            | Clara Hughes         | 43:12.528 min |
| 7.      | Niemcy            | Judith Arndt         | 43:31.752 min |
| 8.      | Niemcy            | Hanka Kupfernagel    | 43:37.943 min |

#### Mężczyźni

##### Wyścig ze startu wspólnego
| Miejsce | Państwo           | Zawodnik            | Czas      |
| ------- | ----------------- | ------------------- | --------- |
| 1.      | Niemcy            | Jan Ullrich         | 5:29:08 h |
| 2.      | Kazachstan        | Aleksandr Winokurow | +0:09 min |
| 3.      | Niemcy            | Andreas Klöden      | +0:12 min |
| 4.      | Włochy            | Michele Bartoli     | +1:26 min |
| 5.      | Francja           | Laurent Jalabert    | +1:26 min |
| 6.      | Dania             | Frank Høj           | +1:26 min |
| 7.      | Polska            | Piotr Wadecki       | +1:26 min |
| 8.      | Stany Zjednoczone | George Hincapie     | +1:26 min |

##### Jazda na czas
| Miejsce | Państwo    | Zawodnik           | Czas          |
| ------- | ---------- | ------------------ | ------------- |
| 1.      | Rosja      | Wiaczesław Jekimow | 57:40.420 min |
| 2.      | Niemcy     | Jan Ullrich        | 57:48.333 min |
| 3.      |            | wakat              | –             |
| 4.      | Hiszpania  | Abraham Olano      | 58:31.647 min |
| 5.      | Francja    | Laurent Jalabert   | 58:44.455 min |
| 6.      | Kazachstan | Andriej Tietierjuk | 58:52.342 min |
| 7.      | Norwegia   | Thor Hushovd       | 59:00.015 min |
| 8.      | Hiszpania  | Santos González    | 59:03.202 min |

### Kolarstwo torowe

#### Kobiety

##### Sprint
| Miejsce | Państwo           | Zawodniczka       |
| ------- | ----------------- | ----------------- |
| 1.      | Francja           | Félicia Ballanger |
| 2.      | Rosja             | Oksana Griszyna   |
| 3.      | Ukraina           | Iryna Janowycz    |
| 4.      | Australia         | Michelle Ferris   |
| 5.      | Węgry             | Szilvia Szabolcsi |
| 6.      | Stany Zjednoczone | Tanya Lindenmuth  |
| 7.      | Kanada            | Tanya Dubnicoff   |
| 8.      | Wenezuela         | Daniela Larreal   |

##### Wyścig indywidualny na dochodzenie
| Miejsce | Państwo           | Zawodniczka          |
| ------- | ----------------- | -------------------- |
| 1.      | Holandia          | Leontien van Moorsel |
| 2.      | Francja           | Marion Clignet       |
| 3.      | Wielka Brytania   | Yvonne McGregor      |
| 4.      | Nowa Zelandia     | Sarah Ulmer          |
| 5.      | Włochy            | Antonella Bellutti   |
| 6.      | Niemcy            | Judith Arndt         |
| 7.      | Australia         | Alayna Burns         |
| 8.      | Stany Zjednoczone | Erin Mirabella       |

##### Wyścig punktowy
| Miejsce | Państwo       | Zawodniczka          | Wynik  |
| ------- | ------------- | -------------------- | ------ |
| 1.      | Włochy        | Antonella Bellutti   | 19 pkt |
| 2.      | Holandia      | Leontien van Moorsel | 16 pkt |
| 3.      | Rosja         | Olga Slusariewa      | 15 pkt |
| 4.      | Niemcy        | Judith Arndt         | 12 pkt |
| 5.      | Meksyk        | Belem Guerrero       | 12 pkt |
| 6.      | Francja       | Marion Clignet       | 11 pkt |
| 7.      | Hiszpania     | Teodora Ruano        | 10 pkt |
| 8.      | Nowa Zelandia | Sarah Ulmer          | 9 pkt  |

##### 500 m na czas
| Miejsce | Państwo           | Zawodniczka       | Czas       |
| ------- | ----------------- | ----------------- | ---------- |
| 1.      | Francja           | Félicia Ballanger | 34.140 min |
| 2.      | Australia         | Michelle Ferris   | 34.696 min |
| 3.      | Chiny             | Jiang Cuihua      | 34.768 min |
| 4.      | Chiny             | Wang Yan          | 35.013 min |
| 5.      | Stany Zjednoczone | Chris Witty       | 35.230 min |
| 6.      | Niemcy            | Ulrike Weichelt   | 35.315 min |
| 7.      | Niemcy            | Kathrin Freitag   | 35.473 min |
| 8.      | Kanada            | Tanya Dubnicoff   | 35.486 min |

#### Mężczyźni

##### Sprint
| Miejsce | Państwo           | Zawodnik                |
| ------- | ----------------- | ----------------------- |
| 1.      | Stany Zjednoczone | Marty Nothstein         |
| 2.      | Francja           | Florian Rousseau        |
| 3.      | Niemcy            | Jens Fiedler            |
| 4.      | Francja           | Laurent Gané            |
| 5.      | Niemcy            | Jan van Eijden          |
| 6.      | Hiszpania         | José Antonio Villanueva |
| 7.      | Australia         | Sean Eadie              |
| 8.      | Wielka Brytania   | Craig MacLean           |

##### Sprint drużynowy
| Miejsce | Państwo         | Zawodnik                                                   |
| ------- | --------------- | ---------------------------------------------------------- |
| 1.      | Francja         | Laurent Gané Florian Rousseau Arnaud Tournant              |
| 2.      | Wielka Brytania | Chris Hoy Craig MacLean Jason Queally                      |
| 3.      | Australia       | Sean Eadie Darryn Hill Gary Neiwand                        |
| 4.      | Grecja          | Lambros Vasilopoulos Dimitrios Georgalis Kleanthis Barngas |
| 5.      | Japonia         | Narihiro Inamura Yuichiro Kamiyama Tomohiro Nagatsuka      |
| 6.      | Słowacja        | Peter Bazálik Ján Lepka Jaroslav Jeřábek                   |
| 7.      | Niemcy          | Jens Fiedler Sören Lausberg Stefan Nimke                   |
| 8.      | Łotwa           | Viesturs Bērziņš Ainārs Ķiksis Ivo Lakučs                  |

##### Wyścig indywidualny na dochodzenie
| Miejsce | Państwo         | Zawodnik            |
| ------- | --------------- | ------------------- |
| 1.      | Niemcy          | Robert Bartko       |
| 2.      | Niemcy          | Jens Lehmann        |
| 3.      | Australia       | Bradley McGee       |
| 4.      | Wielka Brytania | Robert Hayles       |
| 5.      | Francja         | Philippe Gaumont    |
| 6.      | Ukraina         | Ołeksandr Symonenko |
| 7.      | Ukraina         | Serhij Matwiejew    |
| 8.      | Argentyna       | Walter Pérez        |

##### Wyścig drużynowy na dochodzenie
| Miejsce | Państwo         | Zawodnik                                                                  |
| ------- | --------------- | ------------------------------------------------------------------------- |
| 1.      | Niemcy          | Guido Fulst Robert Bartko Daniel Becke Jens Lehmann                       |
| 2.      | Ukraina         | Ołeksandr Fedenko Ołeksandr Symonenko Serhij Matwiejew Serhij Czerniawski |
| 3.      | Wielka Brytania | Bryan Steel Paul Manning Bradley Wiggins Chris Newton                     |
| 4.      | Francja         | Cyril Bos Philippe Ermenault Francis Moreau Jérôme Neuville               |
| 5.      | Australia       | Brett Aitken Graeme Brown Bradley McGee Michael Rogers                    |
| 6.      | Nowa Zelandia   | Tim Carswell Lee Vertongen Gary Anderson Greg Henderson                   |
| 7.      | Holandia        | Peter Schep Robert Slippens Jens Mouris Wilco Zuijderwijk                 |
| 8.      | Rosja           | Władimir Karpiec Aleksiej Markow Siergiej Klimow Dienis Smysłow           |

##### 1 km na czas
| Miejsce | Państwo         | Zawodnik            | Czas       |
| ------- | --------------- | ------------------- | ---------- |
| 1.      | Wielka Brytania | Jason Queally       | 1:01.609 h |
| 2.      | Niemcy          | Stefan Nimke        | 1:02.487 h |
| 3.      | Australia       | Shane Kelly         | 1:02.818 h |
| 4.      | Niemcy          | Sören Lausberg      | 1:02.937 h |
| 5.      | Francja         | Arnaud Tournant     | 1:03.023 h |
| 6.      | Grecja          | Dimitrios Georgalis | 1:04.018 h |
| 7.      | Polska          | Grzegorz Krejner    | 1:04.156 h |
| 8.      | RPA             | Garen Bloch         | 1:04.478 h |

##### Wyścig punktowy
| Miejsce | Państwo           | Zawodnik          | Wynik  |
| ------- | ----------------- | ----------------- | ------ |
| 1.      | Hiszpania         | Joan Llaneras     | 14 pkt |
| 2.      | Urugwaj           | Milton Wynants    | 18 pkt |
| 3.      | Rosja             | Aleksiej Markow   | 16 pkt |
| 4.      | Korea Południowa  | Jo Ho-Seong       | 15 pkt |
| 5.      | Stany Zjednoczone | James Carney      | 10 pkt |
| 6.      | Austria           | Franz Stocher     | 8 pkt  |
| 7.      | Nowa Zelandia     | Glen Thomson      | 6 pkt  |
| 8.      | Włochy            | Silvio Martinello | 5 pkt  |

##### Keirin
| Miejsce | Państwo           | Zawodnik         |
| ------- | ----------------- | ---------------- |
| 1.      | Francja           | Florian Rousseau |
| 2.      | Australia         | Gary Neiwand     |
| 3.      | Niemcy            | Jens Fiedler     |
| 4.      | Niemcy            | Jan van Eijden   |
| 5.      | Stany Zjednoczone | Marty Nothstein  |
| 6.      | Francja           | Frédéric Magné   |

##### Madison
| Miejsce | Państwo         | Zawodnik                         |
| ------- | --------------- | -------------------------------- |
| 1.      | Australia       | Scott McGrory Brett Aitken       |
| 2.      | Belgia          | Etienne De Wilde Matthew Gilmore |
| 3.      | Włochy          | Marco Villa Silvio Martinello    |
| 4.      | Wielka Brytania | Bradley Wiggins Robert Hayles    |
| 5.      | Austria         | Werner Riebenbauer Roland Garber |
| 6.      | Niemcy          | Olaf Pollack Guido Fulst         |
| 7.      | Argentyna       | Juan Curuchet Gabriel Curuchet   |
| 8.      | Holandia        | Danny Stam Robert Slippens       |

### Kolarstwo górskie

#### Kobiety

##### Cross-country
| Miejsce | Państwo           | Zawodniczka       | Czas         |
| ------- | ----------------- | ----------------- | ------------ |
| 1.      | Włochy            | Paola Pezzo       | 1:49:24.38 h |
| 2.      | Szwajcaria        | Barbara Blatter   | +27.04 s     |
| 3.      | Hiszpania         | Margarita Fullana | +33.01 s     |
| 4.      | Rosja             | Ałła Jepifanowa   | +1:21,05 min |
| 5.      | Kanada            | Alison Sydor      | +2:54,94 min |
| 6.      | Australia         | Mary Grigson      | +3:58,19 min |
| 7.      | Stany Zjednoczone | Alison Dunlap     | +4:28,67 min |
| 8.      | Kanada            | Chrissy Redden    | +4:43,00 min |

#### Mężczyźni

##### Cross-country
| Miejsce | Państwo    | Zawodnik             | Czas         |
| ------- | ---------- | -------------------- | ------------ |
| 1.      | Francja    | Miguel Martinez      | 2:09:02.50 h |
| 2.      | Belgia     | Filip Meirhaeghe     | +1:03,01 min |
| 3.      | Szwajcaria | Christoph Sauser     | +2:18,50 min |
| 4.      | Hiszpania  | José Antonio Hermida | +2:40,41 min |
| 5.      | Niemcy     | Lado Fumic           | +2:55,38 min |
| 6.      | Szwajcaria | Thomas Frischknecht  | +3:39,99 min |
| 7.      | Australia  | Cadel Evans          | +4:29,15 min |
| 8.      | Niemcy     | Carsten Bresser      | +4:34,73 min |

## Klasyfikacja medalowa
| #   | Reprezentacja     | Złoto | Srebro | Brąz | Razem |
| --- | ----------------- | ----- | ------ | ---- | ----- |
| 1.  | Francja           | 5     | 2      | 1    | 8     |
| 2.  | Niemcy            | 3     | 4      | 3    | 10    |
| 3.  | Holandia          | 3     | 1      | 0    | 4     |
| 4.  | Włochy            | 2     | 0      | 1    | 3     |
| 5.  | Australia         | 1     | 2      | 3    | 6     |
| 6.  | Rosja             | 1     | 1      | 2    | 4     |
|     | Wielka Brytania   | 1     | 1      | 2    | 4     |
| 8.  | Stany Zjednoczone | 1     | 1      | 0    | 2     |
| 9.  | Hiszpania         | 1     | 0      | 1    | 2     |
| 10. | Belgia            | 0     | 2      | 0    | 2     |
| 11. | Szwajcaria        | 0     | 1      | 1    | 2     |
|     | Ukraina           | 0     | 1      | 1    | 2     |
| 13  | Kazachstan        | 0     | 1      | 0    | 1     |
|     | Urugwaj           | 0     | 1      | 0    | 1     |
| 15  | Chiny             | 0     | 0      | 1    | 1     |
|     | Litwa             | 0     | 0      | 1    | 1     |